# (466958) 2016 AB173
(466958) 2016 AB173 es un asteroide perteneciente al cinturón de asteroides, descubierto el 19 de diciembre de 2009 por el equipo Spacewatch desde el Observatorio Nacional de Kitt Peak (Arizona, Estados Unidos).